# Лукин, Виктор Дмитриевич
Ви́ктор Дми́триевич Луки́н (24 ноября 1910, Санкт-Петербург — 26 октября 1970, Псков) — советский актёр театра и кино. Заслуженный артист РСФСР (1954).

## Биография

Виктор Дмитриевич Лукин с родителями и младшим братом Владимиром

Виктор Лукин родился в Санкт-Петербурге, в семье инженера завода Треугольник Дмитрия Степановича Лукина и Марии Михайловны Лукиной (Стряпуниной). В детстве проявил музыкальные способности, был певчим церкви мучеников Адриана и Наталии в Старо-Паново под руководством Михаила Иоанновича Близнецкого. Пел в школьном хоре, участвовал в школьных спектаклях. В 1928 году окончил 73-ю Единую Советскую трудовую школу, которая располагалась на Лермонтовском проспекте, дом 57. После этого работал строительным рабочим, токарем, а в 1933 году поступил в Театральный техникум при БДТ. Его педагогами и наставниками были Константин Тверской, Леонид Вивьен и Контстантин Скоробогатов. Параллельно с учёбой исполнял ряд  ролей на сцене БДТ.
В 1937 году были арестованы брат Владимир Дмитриевич и отец Дмитрий Степанович, в 1956 году оба были реабилитированы за отсутствием состава преступления (Дмитрий Степанович посмертно).
В 1937 году Виктор Дмитриевич окончил обучение в студии при БДТ и с этого времени работал в театрах РСФСР. До войны работал сначала в Мурманском театре (1937—1939), куда молодого актёра рекомендовал Константин Скоробогатов, затем Выборге, где в 1940 году, после вхождения города в состав СССР, начал работу Ленинградский областной театр.

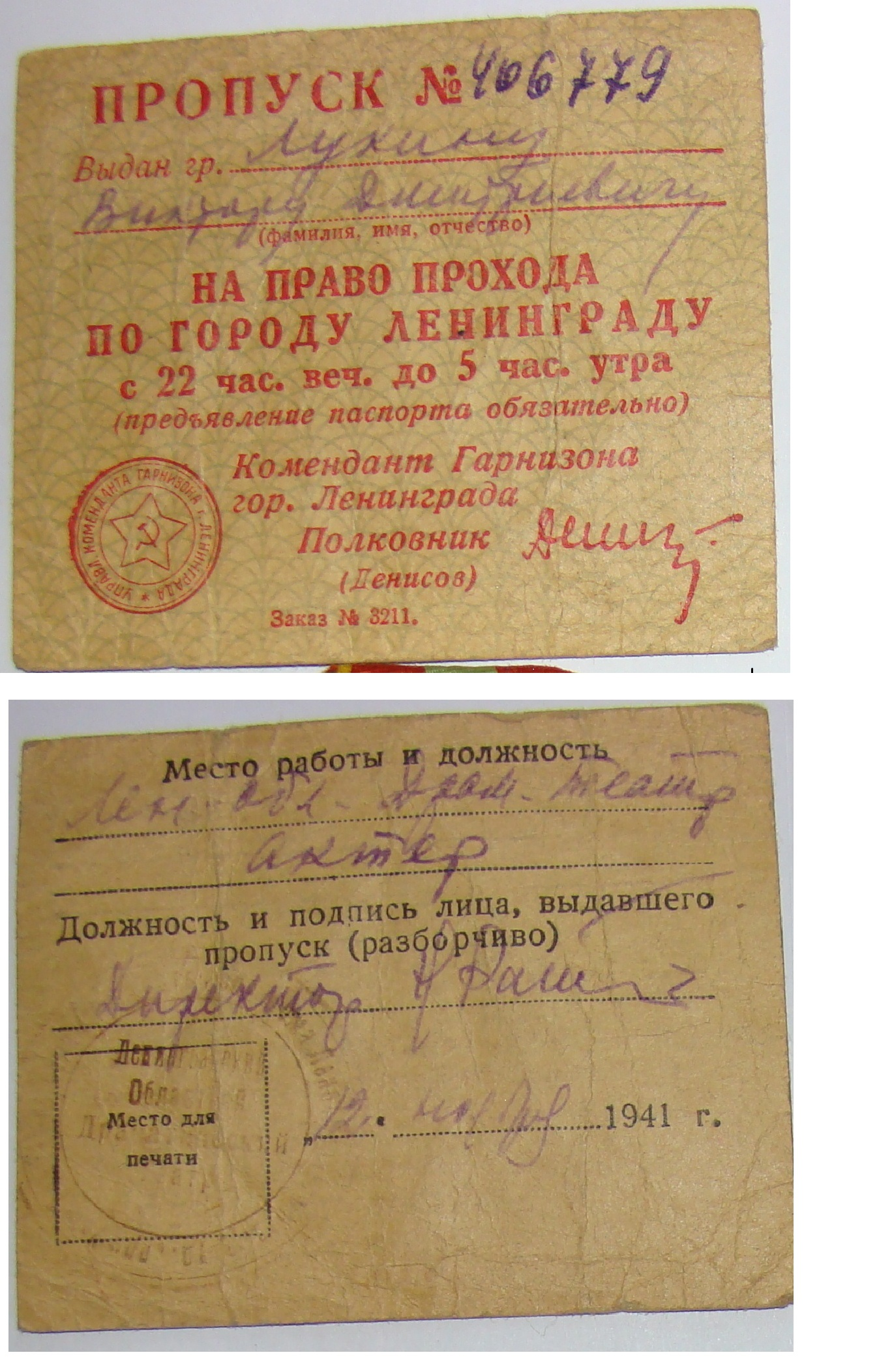
Пропуск, выданный В.Д. Лукину для прохода по Ленинграду в ночное время. 1941 год.

Во время Ленинградской блокады выступал в действующих частях Красной армии и в госпиталях, позже в марте 1942 года в состоянии крайнего истощения был эвакуирован вместе с семьёй на Урал, в Пермскую область, где продолжал служить актёром в Кизеловском театре, в театре города Лысьва.
После войны работал в Смоленске, Брянске, а с 1950 года во Пскове. Играл на сцене Псковского драматического театра имени А. С. Пушкина. В 1960-тых годах возглавлял Псковское областное отделение Всероссийского театрального общества. 20 лет был ведущим актёром Псковского областного драматического театра им. А. С. Пушкина. Играл роли: матроса Годуна в пьесе Б. Лавренёва «Разлом», Лаврецкого в «Дворянском гнезде» И. С. Тургенева, Алексея в «Оптимистической трагедии» В. Вишневского, Парфёна Рогожина в пьесе по роману Ф. М. Достоевского «Идиот», Паратова в «Бесприданнице» и многие другие в пьесах А. П. Чехова и др. Всего им было сыграно на сцене в Пскове более 100 ролей, многие из которых это главные роли в этапных для Псковского театра спектаклях. Последними работами были — главная роль в пьесе Александра Корина «Остаётся… час» (1970) и фильм Псковского телевидения «Соната», вышедший на экраны впервые 3 ноября 1970 года, на девятый день после смерти артиста. Виктор Дмитриевич сыграл ряд эпизодических ролей в фильмах производства Ленфильма и Рижской киностудии. В 1954 году В. Д. Лукину было присвоено звание заслуженного артиста РСФСР.
В 1960-е годы избирался депутатом Псковского областного Совета депутатов трудящихся.
Жена — Елена Ивановна Лукина (Пашалова), сын — Анатолий Викторович Лукин.
Умер во время неудачной  операции 26 октября 1970 года в Псковской городской больнице. Похоронен на кладбище Орлецы во Пскове.

## Роли в театре
Большой драматический театр имени М. Горького (1934—1937 гг.)

в роли Шарафутдинова «Генеральный консул»

в роли Алексея «Оптимистическая трагедия»

в роли Николая Кузнецова «Сильные духом»

в роли Рогожина «Идиот»

в роли Иоанна Грозного «Василиса Мелентьева»

в роли Держиморды «Ревизор»

В.Лукин и Э.Виторган «Проводы белых ночей»

в роли Старика, М.Горький «Старик»

в роли Садчикова "Трое из угрозыска"

в роли Щербакова «Остаётся … час»

в роли финского солдата в художественном фильме «Фронтовые подруги» Ленфильм 1941 год

- 1935 — Л.Славин «Интервенция» — Офицер
- 1935 — Шекспир «Жизнь и смерть короля Ричарда III» — Воин Ричарда
- 1936 — Н.Погодин «Аристократы» — Инженер-церковник

Мурманский филиал Ленинградского БДТ / Мурманский областной драматический театр (1937—1940 гг.)
- 1937 — Бр. Тур и Шейнин «Очная ставка» — Каширин
- 1937 — Кальдерон «Дама-невидимка» — Родриго
- 1937 — Л.Рахманов «Беспокойная старость» — Бочаров, Швейцар
- 1938 — В.Гусев «Дружба» — Воронцов
- 1939 — Бр. Тур и Шейнин «Генеральный консул» — Шарафутдинов
- 1939 — Ю.Герман «Сын народа» — Калюжный, Власов
- 1939 — A.Арбузов «Таня» — Грищенко
- 1939 — Н.Вирта «Земля» — Андрей
- 1940 — И.Гончаров «Обрыв» — Тушин
- 1940 — Н.Погодин «Человек с ружьём» — Чибисов
- 1940 — М.Горький «Егор Булычов и другие» — лесник Донат
- 1940 — A.Афиногенов «Вторые пути» — Геннадий

Выборгский театр русской драмы (1940—1941 гг.)
- 1940 — Лопе де Вега «Собака на сене» — Маркиз Рикардо
- 1940 — Луи Вернейль «Моё преступление» — Мсье Брэн
- 1941 — А.Сухово-Кобылин «Свадьба Кречинского» — Фёдор
- 1941 — В.Гюго «Анжело» — Анжело

Кизеловский драматический театр (1942—1944 гг.)
- 1942 — Л.Леонов «Нашествие» — Колесников
- 1942 — М.Горький «Варвары» — Черкун
- 1942 — В.Катаев «День отдыха» — Костя
- 1943 — Владычина и Нечаев «Сказка об Иванушке» — Иванушка
- 1943 — Мариенгоф «Шут Балакирев» — Васильев
- 1943 — Бр. Тур и Шейнин «Кому подчиняется время» — Мартынов
- 1944 — Д.Флетчер «Испанский священник» — Хайме
- 1944 — К.Гольдони «Слуга двух господ» — Ломбарди
- 1944 — Левин и И.Меттер «Северное сияние» — Орлюк

Смоленский государственный драматический театр имени А. С. Грибоедова (1946—1949 гг.)
- 1947 — Б.Лавренёв «За тех кто в море» — Боровский
- 1947 — Л.Рахманов «Беспокойная старость» — Профессор Полежаев
- 1947 — Ф.Шиллер «Коварство и любовь» — Президент
- 1947 — А.Фадеев «Молодая гвардия» — Брюкнер
- 1947 — Бр. Тур «Софья Ковалевская» — Ардатов
- 1948 — Д. Гоу и А. Д’Эссо «Глубокие корни» — Гоуард
- 1948 — С.Михалков «Красный галстук» — Вишняков
- 1948 — Бальзак «Мачеха» — генерал Де Граншан
- 1948 — Н.Погодин «Кремлёвские куранты» — Дзержинский
- 1948 — К.Симонов «Русский вопрос» — Гульд
- 1948 — Бр. Тур и Шейнин «Губернатор провинции» — Курт
- 1948 — А.Чехов «Вишнёвый сад» — Лопахин
- 1948 — А.Островский «Без вины виноватые» — Муров
- 1948 — А.Толстой «Рождение мира» — Чугай

Брянский областной театр драмы имени А. К. Толстого (1949—1950 гг.)
- 1949 — И.Тургенев «Дворянское гнездо» — Лаврецкий
- 1949 — А.Софронов «Московский характер» — Кривошеин

Псковский академический театр драмы имени А. С. Пушкина (1950—1970 гг.)
- 1950 — Д.Медведев «Сильные духом» — Николай Кузнецов
- 1950 — И.Тургенев «Дворянское гнездо» — Лаврецкий
- 1950 — А.Островский «На бойком месте» — Миловидов
- 1950 — Б.Лавренёв «Разлом» — Годун Артём, председатель судового комитета крейсера "Заря"
- 1950 — А.Островский «Невольницы» — Мулин
- 1950 — Владимир Добровольский и Яков Смоляк «Яблоневая ветка» - Профессор Деревянко
- 1950 — В. Михайлов, Л. Самойлов «Тайная война» —  Писатель Зайчиков и Тучный офицер
- 1951 — Вс. Вишневский «Незабываемый 1919-й» — Шибаев
- 1951 — К.Тренёв «Любовь Яровая» — Полковник Малинин
- 1951 — А. Островский, Н. Соловьёв  «Женитьба Белугина» — Андрей
- 1951 — А.Островский «Лес» — Восьмибратов
- 1951 — Юрий Егоров, Ю.Победоносцев в художественной редакции С. А. Герасимова  «Три солдата» — Константин Александрович Бабашкин
- 1951 — С.Михалков «Потерянный дом» — Лавров
- 1951 — В.Собко «Жизнь начинается снова» — Майор Славин
- 1951 — В.Собко «За Вторым фронтом» — Капитан Крамер
- 1951 — А.Островский «Волки и овцы» — Беркутов
- 1951 — Н. Д. Волков, «Анна Каренина» по роману Л. Н. Толстого — Особа царской фамилии
- 1952 — Вс. Вишневский «Оптимистическая трагедия» — Алексей
- 1952 — Н.Гоголь «Ревизор» — Держиморда, полицейский
- 1952 — Я.Галан «Под золотым орлом» — Эдвин Бентли, лейтенант
- 1953 — Кальдерон «Дама-невидимка» — Мануэль
- 1953 — К.Гольдони «Трактирщица» — кавалер Рипафратта
- 1953 — Л. Ошанин и Успенская «Твоё личное дело» — Дымченко
- 1953 — И.Попов «Семья» — Огородников
- 1954 — А.Штейн «Персональное дело» — Черногубов Ион Лукич - капитан первого ранга
- 1954 — И.Попов и А.Степанов «Порт-Артур» — Борейко Борис Дмитриевич, поручик
- 1954 — Шекспир «Ромео и Джульетта» — Лоренцо, монах
- 1955 — Н.Погодин «Человек с ружьём» — Николай Чибисов, питерский рабочий
- 1955 — М.Горький «Егор Булычов и другие» — Пропотей
- 1955 — A.Арбузов «Таня» — Игнатов
- 1955 — А.Островский «Бесприданница» — Паратов
- 1955 — А.Грич «Во имя чего?» по мотивам повести Оноре де Бальзака "Полковник Шабер" — Дервиль - адвокат
- 1955 — С.Маршак «Горя бояться - счастья не видать» — Андрон Кузьмич
- 1955 — Ц.Солодарь «В сиреневом саду» — Рыбцев
- 1956 — А.Ржешевский и М.Кац «Олеко Дундич» — Мамонтов
- 1956 — Д. Мамин-Сибиряк «На золотом дне» — Тихон Кондратьевич Молоков - разорившийся золотопромышленник
- 1956 — «Идиот» по роману Ф.Достоевского — Рогожин
- 1957 — Бальзак «Мачеха» — Де Гранман
- 1957 — А.Чехов «Без названия» — Войницев
- 1957 — А.Корнейчук «Почему улыбались звёзды… » — Макар Алексеевич Хмара
- 1957 — А.Корнейчук «Гибель эскадры» — Матрос Гайдай
- 1957 — Д.Зорин «Вечный источник» — Мартын Крутояров
- 1957 — Н.Винников «Когда цветёт акация» — Сергей-студент
- 1958 — «Униженные и оскорблённые» по роману Ф.Достоевского— Ихменёв
- 1958 — А.Чехов «Дядя Ваня» — Войницкий
- 1958 — Б.Шоу «Профессия мисс Уоррен» — Пред
- 1958 — Н.Базилевский «Закон Ликурга» — прокурор Орвил Мезон
- 1958 — А.Островский «Василиса Мелентьева» — Царь Иван Грозный
- 1958 — А.Глоба «Александр Пушкин» — Пётр Андреевич Вяземский
- 1960 — Н.Погодин «Цветы живые» — Ланцов
- 1960 — А.Корнейчук «Над Днепром» — Родион Нечай
- 1960 — Д.Черепанов «Камень на дороге» — Вадим Петрович
- 1960 — А. А. Антокольский «О тех, кто любит» — злой колдун Остроголовый
- 1961 — А.Штейн «Океан» — адмирал Часовников
- 1961 — В.Панова «Проводы белых ночей» — Махровый
- 1961 — М.Лермонтов «Маскарад» — Неизвестный
- 1962 — М.Горький «Старик» — Старик[9]
- 1962 — А.Твардовский «Василий Тёркин» — Генерал
- 1963 — П.Градов «Предел моих мечтаний» — Иван Андреевич Огоньков
- 1963 — Ф.Бомонт и Д.Флетчер «Как управлять женой» —  Хуан де Кастро — полковник
- 1963 — Ю.Дональд-Михайлик и Г.Ткаченко «И один в поле воин» — Заугель
- 1963 — Анатолий Софронов «Стряпуха» — Серафим Чайка
- 1963 — М.Горький «На дне» — Клещ
- 1964 — Шекспир «Зимняя сказка» — Камилло
- 1964 — П. Е. Чередниченко[10] «Дочь России» — Мак-Магон
- 1965 — Ю.Семёнов «Трое из уголовного розыска (Петровка, 38)» — Садчиков
- 1965 — Ю.Герман «Операция „С Новым Годом“» — Недоедов
- 1965 — В.Розов «В день свадьбы» — Салов
- 1965 — «Отец Сергий» по повести Льва Толстого — Архиерей
- 1966 — Г.Мдивани «Судьба Чекиста»(«Твой дядя Миша») — Ермаков
- 1967 — А.Луначарский «Королевский брадобрей» — Этьен
- 1968 - Б. Рацер и В. Константинов «Десять суток за любовь»  —  Виктор Львович Бродов,заведующий адвокатской конторой [11]
- 1969 — Ж.Ануй «Жаворонок»  —  Инквизитор
- 1969 — Ю. П. Чепурин «Моё сердце с тобой»  —  Теньгаев Афанасий Петрович
- 1970 — А.Салынский «Барабанщица» — Митрофанов
- 1970 — А.Корин «Остаётся… час» — Юрий Александрович Щербаков